# Aktenzeichen (Österreich)
Das Aktenzeichen (kurz AZ) und die davon abgeleitete Geschäftszahl (kurz GZ) sind ein Teil der bei den österreichischen Gerichten und Staatsanwaltschaften verwendeten Identifikation von Akten (Schriftstücken).
Alle gerichtlichen Geschäftsstücke (zum Beispiel: Eingaben, Protokolle, Urschriften, Zustellausweise usw.), welche dieselbe Sache betreffen, sind unter einer gemeinsamen Bezeichnung, dem Aktenzeichen (§ 372 Geschäftsordnung für die Gerichte I. und II. Instanz - Geo), zum Akt dieser Sache zu vereinigen. Es existieren in Österreich lediglich hinsichtlich den Zivil- und Strafgerichten gesetzliche Bestimmungen. Für andere Gerichte (Verfassungsgerichtshof, Verwaltungsgerichtshof, Verwaltungsgerichte des Bundes und der Länder) ergibt sich die Art der Akten- und Registerführung lediglich aus internen Vorschriften. Soweit im Folgenden auf Vorschriften des Gerichtsorganisationsgesetzes (GOG) oder der Geo Bezug genommen wird, gelten diese Aussagen daher nur für die österreichischen Zivil- und Strafgerichte. Jedoch erfolgt die Aktenführung bei den anderen Gerichten in vergleichbarer (wenn auch nicht völlig identer) Weise.

## Akten
Gemäß § 81 Abs. 2 GOG sind alle bei Gericht einlangenden Schriftstücke, welche dieselbe Rechtssache betreffen, in einem Aktenheft (Aktenbund) zu sammeln (in der Praxis meist eine farbige Kartonmappe) und unter einer und derselben gemeinsamen Bezeichnung zu vereinigen.
Erst die Benennung des Aktenheftes (Aktenbundes) mit einem Aktenzeichen (siehe unten) ergibt den Akt.

## Aktenzeichen
Der Akt ist gemäß § 371 Abs. 3 Geo außen mit dem Aktenzeichen, jedes Geschäftsstück ist rechts oben mit der Geschäftszahl (§ 372 Abs. 2 Geo) zu versehen. Grundbuchsstücke, die zu anderen Akten gehören (§ 448 Abs. 4), tragen neben der Geschäftszahl eine Tagebuchzahl.
Das Aktenzeichen gemäß § 372 Abs. 1 Geo besteht aus dem Gattungszeichen (§ 373 Geo), der Aktenzahl (§ 374 Geo) und den beiden letzten Ziffern des Anfallsjahres; wo gleichartige Sachen in mehreren Gerichtsabteilungen geführt werden, wird dem Gattungszeichen die der Abteilung zukommende Zahl vorangestellt.
Dieser Aufbau des Aktenzeichens wird, mit Abänderungen, auch von anderen Gerichten als Zivil- und Strafgerichten und von einigen Verwaltungsbehörden (siehe unten) in Österreich verwendet.
Beispiel für ein Aktenzeichen des Verwaltungsgerichtshofes:
Ra 2019/01/0001 setzt sich zusammen aus:
Ra - Gattungszeichen (Ra kennzeichnet eine außerordentliche Revision), 2019 - Jahreszahl, 01 - Nummer des entscheidenden Senates, 0001 - Aktenzahl
Bestimmte Behörden in Österreich vergeben eigene Aktenzeichen (Beispiele):
| Registerzeichen von Behörden (Beispiele) | Registerzeichen von Behörden (Beispiele)                                  |
| ---------------------------------------- | ------------------------------------------------------------------------- |
| BEK                                      | Bundesentschädigungskommission                                            |
| BVK-F                                    | Bundesverteilungskommission – Geschäftsfälle bei den Feststellungssenaten |
| BVK-VT                                   | Bundesverteilungskommission – Geschäftsfälle des Verteilungssenates       |
| BVK-V                                    | Bundesverteilungskommission – alle sonstigen Fälle                        |
| DSB                                      | Datenschutzbehörde                                                        |
| VA                                       | Volksanwaltschaft                                                         |

### Abteilung
Die Kurzbezeichnung der Geschäftsabteilungen bei den österreichischen Zivil- und Strafgerichten erfolgt durch eine maximal dreistellige Zahl (Buchstaben sind nicht zulässig), wenn mehr als eine Geschäftsabteilung bei diesem Gericht eingerichtet ist.
Beim Bundesverwaltungsgericht wird auch mittels Buchstaben unterschieden:
W Sitz Wien, G Außenstelle Graz, I Außenstelle Innsbruck, L Außenstelle Linz.

### Gattungszeichen
Das Gattungszeichen (§ 373 Geo) ist der Teil des Aktenzeichens, der auf ein bestimmtes Aktenregister verweist. Bei den für Rechtsmittel zuständigen Gerichten der Zivil- und Strafgerichtsbarkeit etwa werden spezielle Berufungs- oder Revisionsregister geführt, in denen ausschließlich Berufungen respektive Revisionen verzeichnet werden. Legt eine der Parteien beispielsweise Berufung ein, so wird bei der Geschäftsstelle des Gerichts für dieses Verfahren ein eindeutiges Aktenzeichen vergeben, aus dem aufgrund des Registerzeichens wiederum hervorgeht, dass die Akte im Berufungsregister zu suchen ist. Beim Verwaltungsgerichtshof werden etwa zudem auch für Anträge an den Verfassungsgerichtshof auf Gesetzesprüfungen und für Ersuchen um Vorabentscheidung an den Gerichtshof der Europäischen Union eigene Register geführt. Das Gattungszeichen dient daher dazu, den Akt in einem bestimmten Register aufzufinden.
Bei den österreichischen Gerichten und Staatsanwaltschaften werden folgende Gattungszeichen verwendet:
| Zeichen | Bedeutung | Gericht        | Formblatt |
| ------- | --- | -------------- | --------- |
| A       | Verlassenschaftsabhandlungen (§ 105 JN) | BG             | 90        |
| BAZ     | Anzeigen und Berichte gegen bestimmte Personen oder gegen unbekannte Täter im Verfahren wegen Straftaten, für die im Hauptverfahren das Bezirksgericht zuständig wäre                               | StA            |           |
| BE      | Register für bedingte Entlassungen | GH1            |           |
| BergB   | Bergbuch (Grundbuch; inzwischen gegenstandslos) |                |           |
| Bl      | Rechtsmittel in Strafsachen [U ➔ Bl] | GH1            | 119       |
| Bs      | Rechtsmittel in Strafsachen [Hv ➔ Bs / Os] | OLG            |           |
| BSR     | Binnenschiffsregister | BG             |           |
| C       | Zivilprozesse (§ 49 JN) [C ➔ R ➔ Ob] | BG             | 83        |
| Cg      | Zivilprozesse erster Instanz bei den Landesgerichten [Cg ➔ R ➔ Ob] | GH1            | 84        |
| Cga     | Streitregister für Arbeitsrechtssachen (§§ 3, 50 ASGG) | GH1            |           |
| Cgs     | Streitregister für Sozialrechtssachen (§§ 3, 65 ASGG) | GH1            |           |
| Cr      | Prozesse bei den Arbeitsgerichten (inzwischen gegenstandslos, siehe Cga) |                | 83        |
| D       | Disziplinarrat der Rechtsanwaltskammer | RAK            |           |
| Dg      | Dienstgericht (§ 90 RStDG) | OLG            |           |
| Ds      | Disziplinarsachen | OLG/OGH        | 122       |
| E       | Exekutionssachen (§ 3 EO) | BG             | 86        |
| EisB    | Eisenbahnbuch (Grundbuch, § 10 EisBG; inzwischen gegenstandslos) |                |           |
| F       | Aufteilung des ehelichen Gebrauchsvermögens (inzwischen gegenstandslos, siehe Fam) |                |           |
| Fam     | Familienrechtsverfahren (u. a. Abstammung, Unterhalt Volljähriger seit 2004; einvernehmliche Scheidung, Aufteilung des ehelichen Vermögens seit 2009)                                               | BG             |           |
| Fa      | Ansuchen um Eintragung einer neuen Firma (Firmenanfallsregister, inzwischen gegenstandslos, siehe Fr)                                                                                               |                | 102       |
| Fs      | Fristsetzungsantragsregister im ADV-N-Verfahren unter dem Fallcode 61 | GH1            |           |
| Fsc     | Fristsetzungssachen in Zivilsachen | OLG/OGH        |           |
| Fss     | Fristsetzungssachen in Strafsachen | OLG/OGH        |           |
| Fr      | Firmenbuchsachen | GH1            |           |
| G       | Beglaubigungen von Unterschriften | BG             | 98        |
| Gen     | Genossenschaftsregister (inzwischen gegenstandslos) |                |           |
| Gv      | Sachen der Grundverkehrskommission bzw. Grundverkehrslandeskommission (inzwischen gegenstandslos)                                                                                                   |                | 110       |
| Gvb     | Beschwerden gegen Entscheidungen der Grundverkehrsbezirkskommissionen (inzwischen gegenstandslos)                                                                                                   |                | 111       |
| Hc      | Rechtshilfe in bürgerlichen Rechtssachen (Zivilsachen) | BG/GH1/OLG     | 99        |
| HGB     | Hinterlegungsgeldbuch (bis 1969) |                |           |
| HMB     | Hinterlegungsmassebuch | OLG            |           |
| HR      | Haft- und Rechtsschutzsachen (seit 2008) | GH1            |           |
| HRA     | Abteilung A des Handelsregisters (inzwischen gegenstandslos) |                |           |
| HRB     | Abteilung B des Handelsregisters (inzwischen gegenstandslos) |                |           |
| Hs      | Rechtshilfe in Strafsachen | BG/GH1/OLG     | 99        |
| HSt     | Rechtshilfe in Strafsachen | StA/OStA       |           |
| Hv      | Hauptverhandlung in Strafsachen | GH1            | 118       |
| Jv      | Justizverwaltungsachen | BG/GH1/OLG/StA | 109       |
| K       | Kündigungssachen, die in kein Register eingetragen werden (inzwischen gegenstandslos) |                |           |
| Kr      | Kündigungssachen, die in kein Register eingetragen werden, bei den Arbeitsgerichten (inzwischen gegenstandslos)                                                                                     |                |           |
| Kt      | Register beim Oberlandesgericht Wien als Kartellgericht (§ 58 Abs. 1 KartG) | OLG            |           |
| L       | Anhaltungen, Entmündigungen usw. (inzwischen gegenstandslos, siehe Ub) |                | 92        |
| M       | Mahnsachen, die in kein Register eingetragen werden (inzwischen gegenstandslos) |                |           |
| Mr      | Mahnsachen, die in kein Register eingetragen werden, bei den Arbeitsgerichten (inzwischen gegenstandslos)                                                                                           |                |           |
| MSch    | Mietrechtssachen (§ 37 MRG) | BG             | 112       |
| N       | Kanzleigeschäfte für Schiedsgerichte der Sozialversicherung (§ 472 Abs. 3 Geo, inzwischen gegenstandslos)                                                                                           |                |           |
| Nc      | Allgemeines Register für alle nicht in ein anderes Register verwiesenen bürgerlichen Rechtssachen                                                                                                   | BG/GH1/OLG/OGH | 109       |
| Nkt     | Allgemeines Register beim Oberlandesgericht Wien als Kartellgericht | OLG            |           |
| Nm      | andere Sachen der Mietkommission, mit Ausnahme von Strafsachen (inzwischen gegenstandslos) |                | 109       |
| Nr      | Allgemeines Register für alle nicht in ein anderes Register verwiesenen Sachen bei den Arbeitsgerichten (inzwischen gegenstandslos)                                                                 |                | 109       |
| Ns      | Allgemeines Register für alle nicht in ein anderes Register verwiesenen Geschäfte des Strafverfahrens                                                                                               | BG/GH1/OLG/OGH | 109       |
| NSt     | Allgemeines Register für alle nicht in ein anderes Register verwiesenen Geschäfte des Strafverfahrens                                                                                               | StA/OStA       |           |
| Ob      | Rechtsmittel in Zivilsachen | OGH            |           |
| ObA     | Rechtsmittel in Arbeitsrechtssachen sowie Anträge nach § 54 Abs. 2 ASGG | OGH            |           |
| ObS     | Rechtsmittel in Sozialrechtssachen | OGH            |           |
| OCg     | Klagen auf Aufhebung eines Schiedsspruchs und Klagen auf Feststellung des Bestehens oder Nichtbestehens eines Schiedsspruchs                                                                        | OGH            |           |
| Ok      | Rechtsmittel gegen Beschlüsse des Kartellgerichtes beim Kartellobergericht (§ 58 Abs. 2 KartG; ehemals Okt)                                                                                         | OGH            |           |
| ONc     | Verfahren zur Bildung des Schiedsgerichts nach §§ 586 ff ZPO | OGH            |           |
| Os      | Rechtsmittel und Rechtsbehelfe in Strafsachen, Beschwerden nach § 85 Abs. 1 und 2 GOG, Verfahren nach dem StEG sowie Disziplinarsachen der Rechtsanwälte und Rechtsanwaltsanwärter                  | OGH            |           |
| OStA    | Geschäfte der Oberstaatsanwaltschaft (entspricht BAZ, St, UT bei der Staatsanwaltschaft) | OStA           |           |
| P       | Pflegschaftssachen (§ 109 JN), insbesondere Erwachsenenschutz | BG             | 93        |
| Pg      | Pflegschaftssachen Minderjähriger – Vermögensverwaltung | BG             |           |
| Ps      | Pflegschaftssachen Minderjähriger – Personensorge | BG             |           |
| Pu      | Pflegschaftssachen Minderjähriger – Unterhalt | BG             |           |
| Pers    | Personalsachen | BG/GH1/OLG/StA | 123       |
| Psch    | Pachtschutzsachen (§ 12 LPG) | BG             | 113       |
| R       | Rechtsmittel in Zivilsachen | GH1/OLG        | 108       |
| Ra      | Rechtsmittel im arbeitsgerichtlichen Verfahren | OLG            |           |
| Rev     | Revisorinnen und Revisoren | OLG            |           |
| Rk      | Ratskammer (bis 2007, siehe HR) |                |           |
| Rk      | Rückstellungskommission (§ 15 des Dritten Rückstellungsgesetzes) | GH1            |           |
| Rs      | Rechtsmittel im sozialgerichtlichen Verfahren | OLG            |           |
| S       | Insolvenzverfahren (ehemals Konkursverfahren) | GH1            | 100       |
| Sa      | Ausgleichsverfahren (inzwischen gegenstandslos) |                | 101       |
| Schl    | Streitigkeiten, die bei den Schlichtungsstellen anhängig sind (§ 144 ArbVG) | GH1            |           |
| Se      | Konkurseröffnungsverfahren (inzwischen gegenstandslos) |                |           |
| SEU     | ausländische Insolvenzverfahren | GH1            |           |
| SR      | übermittelte Beschlüsse über Sachverständigengebühren an die Revisoren | GH1            | 109       |
| SSR     | Seeschiffsregister | BG             |           |
| St      | Anzeigen und Berichte gegen bestimmte Personen oder Verbände im Verfahren wegen Straftaten, für die im Hauptverfahren das Landesgericht zuständig wäre (Hauptregister)                              | StA            |           |
| Svv     | Geschäftsaufsichtsverfahren (§ 81 BWG; ehemals Vorverfahren nach § 79 AO) | GH1            |           |
| T       | Aufgebotssachen (z. B. Todeserklärung eines Abwesenden oder um Beweisführung des Todes, Kraftloserklärung einer Urkunde)                                                                            | GH1            | 97        |
| TZ      | Tagebuchzahl (Grundbuch) | BG             |           |
| U       | bezirksgerichtliche Strafsachen (§ 30 StPO; ehemals Übertretungsfälle) | BG             | 115       |
| Ub      | Anhaltungen nach dem UnterbringungsG bzw. dem TuberkuloseG | BG             |           |
| Uh      | Urkundenhinterlegung (Grundbuch) | BG             |           |
| Ur      | beim Untersuchungsrichter anhängige Strafsachen (bis 2007, siehe HR) |                | 117       |
| UT      | Anzeigen und Berichte gegen unbekannte Täter wegen Straftaten, für die im Hauptverfahren das Landesgericht zuständig wäre                                                                           | StA            |           |
| Uv      | Unterhaltsvorschusssachen | OLG            |           |
| Vr      | landesgerichtliche Verfahren wegen Verbrechen und Vergehen (bis 2001, siehe Hv) |                | 116       |
| Z       | Anzeigen von Verbrechen und Vergehen | BG             | 114       |
| A       | Anträge an den Verfassungsgerichtshof | VwGH           |           |
| AV      | administrativrechtliche Geschäftsfälle | LVwG NÖ        |           |
| EU      | Vorabentscheidungsersuchen an den Gerichtshof der Europäischen Union | VwGH           |           |
| Fe      | Verfahren betreffend Feststellungsanträge | VwGH           |           |
| Fr      | Verfahren betreffend Fristsetzungsanträge | VwGH           |           |
| Ko      | Verfahren betreffend Kompetenzkonflikte | VwGH           |           |
| M       | Maßnahmenbeschwerden | LVwG NÖ        |           |
| Ra      | Verfahren betreffend außerordentliche Revisionen | VwGH           |           |
| RM      | Maßnahmenbeschwerden | BFG            |           |
| Ro      | Verfahren betreffend ordentliche Revisionen und vom Verfassungsgerichtshof abgetretene Bescheidbeschwerden nach alter Rechtslage                                                                    | VwGH           |           |
| RS      | Säumnisbeschwerden | BFG            |           |
| RV      | Bescheidbeschwerden | BFG            |           |
| S       | verwaltungsstrafrechtliche Geschäftsfälle | LVwG NÖ        |           |
| C       | Verletzungen des Völkerrechtes, Art. 145 B-VG | VfGH           |           |
| A       | Vermögensrechtliche Ansprüche gegen den Bund, ein Land, eine Gemeinde oder einen Gemeindeverband, Art. 137 B-VG                                                                                     | VfGH           |           |
| B       | Bescheidprüfungsverfahren nach Art. 144 B-VG [bis 2013] | VfGH           |           |
| DV      | Amtsenthebung eines Mitgliedes des Verfassungsgerichtshofes, Art. 147 Abs. 7 B-VG, § 10 VfGG | VfGH           |           |
| E       | Beschwerde gegen Erkenntnisse und Beschlüsse der Verwaltungsgerichte, Art. 144 B-VG | VfGH           |           |
| F       | Feststellung, ob eine Vereinbarung i. S. d. Art. 15a Abs. 1 B-VG vorliegt oder ob die aus einer solchen Vereinbarung folgenden Verpflichtungen erfüllt worden sind, Art. 138a B-VG                  | VfGH           |           |
| G       | Gesetzesprüfungsverfahren nach Art. 140 B-VG | VfGH           |           |
| K I     | Kompetenzkonflikte, Art. 138 Abs. 1 B-VG | VfGH           |           |
| K II    | Feststellung der Zuständigkeit des Bundes oder der Länder, Art. 138 Abs. 2 B-VG | VfGH           |           |
| KR      | Meinungsverschiedenheiten über die Auslegung der gesetzlichen Bestimmungen, die die Zuständigkeit des Rechnungshofes oder eines Landesrechnungshofes regeln, Art. 126a bzw. Art. 127c Z 1 B-VG      | VfGH           |           |
| KV      | Meinungsverschiedenheiten über die Auslegung der gesetzlichen Bestimmungen, die die Zuständigkeit der Volksanwaltschaft oder eines Landesvolksanwaltes regeln, Art. 148f bzw. Art. 148i Abs. 2 B-VG | VfGH           |           |
| SG      | Anklage gegen oberste Organe wegen schuldhafter Rechtsverletzung, Art. 142 und 143 B-VG | VfGH           |           |
| SV      | Rechtswidrigkeit von Staatsverträgen, Art. 140a B-VG | VfGH           |           |
| U       | Beschwerden gegen Entscheidungen des Asylgerichtshofes, Art. 144a B-VG [2008–2013] | VfGH           |           |
| UA      | Anträge betreffend die Einsetzung und Tätigkeit von Untersuchungsausschüssen des Nationalrates, Art. 138b B-VG                                                                                      | VfGH           |           |
| V       | Verordnungsprüfungsverfahren nach Art. 139 B-VG | VfGH           |           |
| W       | Gesetzwidrigkeit von Kundmachungen über die Wiederverlautbarung von Gesetzen oder Staatsverträgen, Art. 139a B-VG                                                                                   | VfGH           |           |
| W I     | Wahlanfechtungen, Art. 141 Abs. 1 B-VG | VfGH           |           |
| W II    | Amts- bzw. Mandatsverluste, Art. 141 Abs. 1 lit. c und d B-VG, § 10 Abs. 1 Unvereinbarkeits- und Transparenz-Gesetz                                                                                 | VfGH           |           |
| W III   | Anfechtung des Ergebnisses von Volksbegehren, Volksabstimmungen, Volksbefragungen und Europäischen Bürgerinitiativen, Art. 141 Abs. 1 lit. e B-VG                                                   | VfGH           |           |
| W IV    | Aufnahme von Personen in Wählerevidenzen und Streichung von Personen aus Wählerevidenzen, Art. 141 Abs. 1 lit. f B-VG                                                                               | VfGH           |           |

| Zusätze auf den Akten | Zusätze auf den Akten                      |
| --------------------- | ------------------------------------------ |
| HAFT                  | Beschuldigter in Haft (rote Schrift)       |
| J                     | Beschuldigter ist jugendlich               |
| JE                    | Beschuldigter ist junger Erwachsener       |
| Verschluß             | Der Akt unterliegt nicht der Akteneinsicht |

#### LVwG
Soweit die Landesverwaltungsgerichte überhaupt sachliche Kennzeichnungen verwenden, bestehen diese meist aus Ziffern (Ausnahme LVwG Niederösterreich, siehe Tabelle oben). Das Verwaltungsgericht Wien beispielsweise unterteilt in 36 sogenannte Protokollgruppen, die mit Bindestrich an „VGW“ angeschlossen werden:
| Protokollgruppen beim Verwaltungsgericht Wien | Protokollgruppen beim Verwaltungsgericht Wien |
| --- | --- |
| Verwaltungsstrafverfahren: | |
| 001 Strafsachen-Mix 002 Glücksspielrecht 003 Abfallwirtschaftsrecht 011 Baurecht 021 Gewerberecht | 022 Lebensmittelrecht 031 Verkehrs-/Kraftfahr-/Polizeiwesen 041 Ausländerbeschäftigungs- und Sozialversicherungsrecht 042 Arbeitnehmerschutz- und Arbeitszeitrecht 051 Fremdenrecht |
| Administrativverfahren: | |
| 101 Administrativsachen-Mix 102 Maßnahmenbeschwerden 103 Sicherheitsverwaltung 104 Glücksspielrecht 105 Gewerberecht 106 Gesundheitsrecht 107 Umwelt- und Landeskulturrecht 109 Epidemierecht 111 Baurecht 112 Recht der Technik 121 Recht der Wirtschaft | 122 Anlagenrecht 123 Vergaberecht 124 Vergaberecht - einstweilige Verfügungen 131 Führerscheinrecht 141 Sozialhilferecht 151 Einwanderungs- und Staatsbürgerschaftsrecht 152 Staatsbürgerschaftsrecht 153 Staatsbürgerschaftsrecht (§ 27 StbG - Feststellungsverfahren) 162 Umlagenrecht Selbstverwaltungskörper und Freie Berufe 171 Dienst- und Disziplinarrecht der öffentlich-rechtlich Bediensteten 172 Berufs- und Disziplinarrecht der Freien Berufe |
| Landesrechtspflegerverfahren: | |
| 211 Recht der Technik 241 Gesundheit und Soziales | 242 Mindestsicherung 251 Innere Verwaltung |

Beispiel: VGW-251/078/RP10/3283/2018 setzt sich zusammen aus:
VGW – Verwaltungsgericht Wien, 251 – Protokollgruppe, 078 – Richternummer, RP10 – Landesrechtspflegernummer, 3283 – Aktenzahl, 2018 – Anfallsjahr

### Aktenzahl
Unabhängig vom Datum des Einlangens eines neuen Geschäftsfalles wird die Aktenzahl (§ 374 Geo) nach dem Zeitpunkt der Eingabe automatisch fortlaufend pro Geschäftsabteilung jährlich mit eins beginnend vom ADV-System (bzw. der Einlaufstelle des Gerichtes ohne ADV-System) vergeben. Beispiel: Ab dem 1. Jänner eines jeden Jahres werden neue Aktenzahlen für dieses Jahr vergeben, auch wenn das Einbringungsdatum im Vorjahr liegt (§ 359 Geo).
Die Aktenzahl ist eine maximal fünfstellig Zahl, die mit dem Trennzeichen „/“ von der Jahresangabe unterschieden wird.

### Anfallsjahr
Die Jahresangabe in der Aktenzahl eines Zivil- und Strafgerichts erfolgt durch die Verwendung der letzten beiden Ziffern des Anfalljahres (Beispiel: 05 für das Jahr 2005). In den letzten Jahren kam auch die Verwendung der vierstelligen Jahreszahl immer weiter in Gebrauch.

### Prüfzeichen
Das Prüfzeichen besteht aus einem Kleinbuchstaben. Das Prüfzeichen wird vom elektronischen System (ADV) nach einer mathematischen Formel zur Vermeidung von Eingabefehlern ermittelt.
Das Prüfzeichen (Prüfbuchstabe) steht unmittelbar nach der Jahresangabe (kein Leerraum) und wird mit dem Trennzeichen „-“ von der Ordnungsnummer abgegrenzt.

## Geschäftszahl
Die Geschäftszahl (GZ, § 372 Abs. 2 Geo) ist die Bezeichnung der gesamten Identifikationsangabe für einen Akt bei den österreichischen Gerichten und besteht aus Aktenzeichen und Ordnungsnummer (samt Zusatz).
Beispiel für eine Geschäftszahl beim Landesverwaltungsgericht Burgenland:
E 008/02/2018.001/010 setzt sich zusammen aus:
E - Kennung, ob Einzelrichter- oder Senatsentscheidung (E kennzeichnet eine Einzelrichterentscheidung), 008 - Kennzahl der Verwaltungsgmaterie, 02 - Kennzahl des entscheidenden Richters, 2018 - Jahreszahl, 001 - Aktenzahl, 010 - Ordnungsnummer

### Ordnungsnummer
Aus dem Aktenzeichen entsteht durch Beifügung der Ordnungsnummer (ON, § 375 Geo) die Geschäftszahl.
Beispiel: 3 C 420/50- 3 oder 8 Vr 116/50- 7.
Die Ordnungsnummer ist maximal eine dreistellige Zahl, die aus Nummern oder einer Kurzbezeichnung des betroffenen Verfahrensbeteiligten in Klammern bestehen kann.
Beispiel: 10 C 125/95t – 2 (1. ZG)
Die einzelnen Geschäftsstücke sind nach § 375 Geo (mit Ausnahmen) nach der Zeitfolge ihres Einlangens zu den Akten zu nehmen oder, wie zum Beispiel kürzere Protokolle, Amtsvermerke und Urschriften, nach der Zeitfolge ihrer Errichtung in die Akten zu schreiben, so dass die Reihung der Geschäftsstücke im Akt der zeitlichen Aufeinanderfolge der Verfahrensschritte entspricht. Die Geschäftsstücke erhalten fortlaufende Ordnungsnummern, die in jeder Sache mit 1 beginnen und ohne Rücksicht auf das Jahresende fortlaufen.
Die Vergabe einer neuen Ordnungsnummer richtet sich in der Regel danach, ob das Schriftstück von einiger Wichtigkeit ist. Bestimmte Schriftstücke erhalten immer eine eigene Ordnungsnummer.

## Aktenbände
Umfangreichere Akten sind in Aktenbänden zu je ca. 500 Seiten zusammenzufassen. Durch die Schaffung von Aktenbänden wird das Aktenzeichen nicht verändert. Es wird dem Aktenband fortlaufend eine Nummer (zum Beispiel I bis IV) zugeteilt, die dem Aktenzeichen nachgestellt ist.

## Grundbuch
In reinen Grundbuchssachen wird nach § 372 Abs. 3 Geo das Aktenzeichen aus der Tagebuchzahl und den zwei letzten Ziffern der Jahreszahl gebildet. Diese Bezeichnung ist wo immer möglich mit Stampiglie auf sämtlichen Gleichschriften (Abschriften) sowie auf den Halbschriften und Beilagen anzubringen. Auf Originalbeilagen ist die Bezeichnung jedoch nur mit Bleistift oder sonst auf eine Weise anzubringen, die es zulässt, sie nach Rückstellung der Beilagen wieder mühelos zu entfernen.
Das Aktenzeichen gilt in Grundbuchsachen auch als Geschäftszahl. In Sachen, die das Eisenbahnbuch, das Bergbuch oder die Urkundenhinterlegung betreffen, sind die Buchstaben EisB, BergB oder Uh voranzustellen.